# Tapajosia urucurytuba
Tapajosia urucurytuba là một loài ruồi trong họ Tachinidae.